# Championnat d'Italie de combiné nordique 2009
Le championnat d'Italie de combiné nordique 2009 s'est tenu le 18 octobre 2009 à Predazzo.

## Résultats

### Seniors
| Rang | Athlète           |
| ---- | ----------------- |
| 1    | Alessandro Pittin |
| 2    | Lukas Runggaldier |
| 3    | Armin Bauer       |